# Jeong Do-jeon (serie televisiva)
Jeong Do-jeon (정도전?) è una serie televisiva sudcoreana trasmessa su KBS1 dal 4 gennaio al 29 giugno 2014.
La serie racconta la vita di Jeong Do-jeon (1342-1398), uno degli eruditi e dei politici più influenti del suo tempo e fedele sostenitore di re Taejo, fondatore del regno di Joseon, illustrandone il ruolo cruciale nel suo avvento, gli ostacoli che affrontò e l'impatto che ebbe sulle leggi e la politica della nuova dinastia.
Jeong Do-jeon registrò solidi indici di ascolto, trovando negli uomini sopra i 40 anni gli spettatori principali, e fu acclamato dalla critica come uno dei drama storici coreani "più autentici e realistici" del nuovo millennio. Vinse il "Gran premio (Daesang)", e i premi "Miglior regista" e "Miglior sceneggiatore" ai Korea Broadcasting Awards, mentre il protagonista Cho Jae-hyun si aggiudicò il premio "Miglior attore televisivo" ai Baeksang Arts Awards.

## Trama
È il 1374, l'ultimo anno di regno di re Gongmin di Goryeo. Jeong Do-jeon è un aristocratico e politico che assiste Yi Seong-gye (poi re Taejo) a conquistare il potere e fondare un nuovo regno, Joseon. Il nuovo re affida tutti gli affari di stato a Jeong, che pone le basi per l'ideologia, le istituzioni e le leggi del regno, diventando l'uomo più potente e influente dell'epoca. Amministrando tutti gli aspetti del governo, dagli affari militari e la diplomazia, all'educazione, Jeong Do-jeon stende il sistema politico e fiscale di Joseon, pone il confucianesimo anziché il buddhismo come filosofia ufficiale, trasferisce la capitale da Kaesŏng a Hanyang, cambia il feudalesimo in una burocrazia fortemente centralizzata e scrive un codice civile che diventa, infine, la costituzione del Joseon. Decide anche i nomi di ogni palazzo, di otto province e dei distretti della capitale, lavorando sulla liberazione degli schiavi e su una migliore politica agraria.
Sei anni dopo la fondazione del Joseon, Jeong muore nel 1398 durante il colpo di stato attuato dal suo acerrimo nemico Yi Bang-won, quinto figlio di Taejo, che uccise anche i suoi due fratellastri (incluso il principe ereditario) e i sostenitori di Jeong, diventando infine il terzo re del Joseon, Taejong.

## Personaggi

### Personaggi principali
- Jeong Do-jeon, interpretato da Cho Jae-hyun e Kang Yi-seok (da bambino)
- Yi Seong-gye, poi re Taejo, interpretato da Yoo Dong-geun
- Yi In-im, interpretato da Park Yeong-gyu
- Choe Yeong, interpretato da Seo In-seok
- Jeong Mong-ju, interpretato da Im Ho e Won Duk-hyun (da bambino)
- Yi Bang-won, poi re Taejong, interpretato da Ahn Jae-mo

### Personaggi secondari
Sostenitori di Jeong Do-jeon
- Dama Choi, interpretata da Lee Ah-hyun
- Deuk-bo Ah-beom, interpretato da Lee Choon-shik
- Nam Eun, interpretato da Im Dae-ho
- Yoon So-jong, interpretato da Lee Byung-wook
- Jo Joon, interpretato da Jeon Hyeon
- Shim Hyo-saeng, interpretato da Park Yoo-seung
- Jeong Jin, interpretato da Kim Jung-min
- Jeong Young, interpretato da Lee Doo-seok
- Jeong Yoo, interpretato da Yoo Jang-young

Sostenitori di Yi Seong-gye
- Dama Kang, poi regina Sindeok, interpretata da Lee Il-hwa
- Yi Ji-ran, interpretato da Sun Dong-hyuk
- Yi Bang-woo, poi principe Jinan, interpretato da Kang In-ki
- Yi Bang-gwa, poi re Jeongjong, interpretato da Lee Tae-rim
- Jo Young-gyu, interpretato da Kim Yoon-tae
- Bae Geuk-ryeom, interpretato da Song Yong-tae
- Byun An-ryeol, interpretato da Song Geum-sik
- Muhak, interpretato da Park Byung-ho

Partito conservatore di Goryeo
- Im Kyun-mi, interpretato da Jung Ho-keun
- Uhm Heung-bang, interpretato da Kim Min-sang
- Ji Yoon, interpretato da Bang Hyung-joo
- Ahn Sa-ki, interpretato da Kwon Tae-won

Casa reale di Goryeo
- Re Gongmin, interpretato da Kim Myung-soo
- Regina Myeongdeok, interpretata da Lee Deok-hee
- Consorte Jeong del clan Ahn, interpretata da Lee Seung-min
- Consorte Yik del clan Han, interpretata da Lee So-yoon
- Monino, poi re Woo, interpretato da Park Jin-woo e Jung Yun-seok (da bambino)
- Dama Jang, interpretata da Jeon Ye-seo
- Kyung Bok-heung, interpretato da Kim Jin-tae
- Choe Man-saeng, interpretato da Lee Jung-sung
- Hong Ryun, interpretato da Seo Woo-jin

Scolari
- Yi Saek, interpretato da Park Ji-il
- Park Sang-choong, interpretato da Kim Seung-wook
- Ha Ryun, interpretato da Lee Kwang-ki
- Kwon Geun, interpretato da Kim Cheol-ki
- Yi Soong-in, interpretato da Jung Hee-tae
- Yi Cheom, interpretato da Shin Yong-gyu

Gente del Geopyeong bugok
- Hwang Cheon-bok, interpretato da Jang Tae-sung
- Hwang Yeon, interpretato da Lee Dae-ro
- Yang Ji, interpretata da Kang Ye-sol

## Produzione
Jeong Do-jeon fu la risposta della rete KBS alle crescenti critiche nei confronti dei drama storici, accusati di essere arrivati a basarsi troppo sulla finzione invece che sui fatti, e alla richiesta dei critici televisivi coreani di un ritorno delle autentiche serie storiche, diventate sempre più rare dall'inizio del nuovo millennio. Sperando che Jeong Do-jeon potesse sia intrattenere, sia mantenere l'integrità storica, il rappresentante della KBS Jang Seong-hwan, durante la conferenza stampa, dichiarò "È da molto tempo che eravamo impazienti di produrre questo progetto. Come rete pubblica, sentivamo di avere il dovere di creare drama che promuovessero una corretta consapevolezza della storia".
La serie si distingue dalle altre dello stesso genere in quanto si concentra sulla vita di un politico invece che su quella dei monarchi, e restò in pre-produzione per due anni, con un budget di 13,5 miliardi di won. Per creare Jeong Do-jeon, il team di produzione formò un comitato consultivo composto da storiografi in possesso di dottorato o master in storia della Corea, e che fossero esperti, in particolare, dell'epoca in cui Jeong visse. Anche i membri del cast seguirono un corso di quattro mesi con il famoso storico Lee Deok-il sul confucianesimo coreano e i regolamenti governativi creati all'inizio del regno di Joseon.
Lo sceneggiatore Jung Hyun-min esaminò molti libri sul Goryeo e le biografie delle figure storiche del drama. Jung aveva in precedenza lavorato per un decennio come assistente di dieci legislatori sia del partito Saenuri allora al governo, sia del principale partito dell'opposizione, il partito democratico, e la sua capacità di affrontare la trama della serie da un punto di vista politico fu la ragione per cui il produttore esecutivo Kim Hyeong-il lo assunse.

## Ascolti
| Episodio | Data di trasmissione | Dati TNMS           | Dati TNMS                  | Dati AGB            | Dati AGB                   |
| Episodio | Data di trasmissione | A livello nazionale | Area metropolitana di Seul | A livello nazionale | Area metropolitana di Seul |
| -------- | -------------------- | ------------------- | -------------------------- | ------------------- | -------------------------- |
| 1        | 4 gennaio 2014       | 10,0%               | 11,4%                      | 11,6%               | 11,7%                      |
| 2        | 5 gennaio 2014       | 9,2%                | 9,6%                       | 10,7%               | 10,8%                      |
| 3        | 11 gennaio 2014      | 10,2%               | 11,5%                      | 10,8%               | 10,6%                      |
| 4        | 12 gennaio 2014      | 9,3%                | 9,9%                       | 11,2%               | 10,9%                      |
| 5        | 18 gennaio 2014      | 11,5%               | 11,5%                      | 13,0%               | 12,7%                      |
| 6        | 19 gennaio 2014      | 10,0%               | 10,4%                      | 11,8%               | 11,9%                      |
| 7        | 25 gennaio 2014      | 11,8%               | 12,9%                      | 13,2%               | 14,1%                      |
| 8        | 26 gennaio 2014      | 11,2%               | 11,9%                      | 11,9%               | 12,2%                      |
| 9        | 1 febbraio 2014      | 12,2%               | 12,5%                      | 12,6%               | 12,3%                      |
| 10       | 2 febbraio 2014      | 11,4%               | 11,4%                      | 12,8%               | 12,2%                      |
| 11       | 8 febbraio 2014      | 11,5%               | 11,9%                      | 12,9%               | 12,3%                      |
| 12       | 9 febbraio 2014      | 12,7%               | 12,1%                      | 13,6%               | 13,0%                      |
| 13       | 15 febbraio 2014     | 13,5%               | 14,7%                      | 16,1%               | 15,8%                      |
| 14       | 16 febbraio 2014     | 12,8%               | 13,9%                      | 15,2%               | 14,8%                      |
| 15       | 22 febbraio 2014     | 13,9%               | 14,0%                      | 14,9%               | 14,2%                      |
| 16       | 23 febbraio 2014     | 12,8%               | 13,1%                      | 14,0%               | 12,9%                      |
| 17       | 1 marzo 2014         | 13,9%               | 13,5%                      | 14,3%               | 13,9%                      |
| 18       | 2 marzo 2014         | 13,2%               | 13,8%                      | 14,6%               | 13,7%                      |
| 19       | 8 marzo 2014         | 13,8%               | 14,3%                      | 15,4%               | 14,7%                      |
| 20       | 9 marzo 2014         | 14,9%               | 14,9%                      | 16,5%               | 16,0%                      |
| 21       | 15 marzo 2014        | 15,5%               | 15,5%                      | 16,9%               | 16,3%                      |
| 22       | 16 marzo 2014        | 15,6%               | 16,5%                      | 16,1%               | 15,1%                      |
| 23       | 22 marzo 2014        | 15,2%               | 15,2%                      | 15,6%               | 14,6%                      |
| 24       | 23 marzo 2014        | 13,3%               | 13,2%                      | 15,8%               | 14,9%                      |
| 25       | 29 marzo 2014        | 14,9%               | 16,1%                      | 14,6%               | 13,8%                      |
| 26       | 30 marzo 2014        | 13,7%               | 14,6%                      | 16,1%               | 15,3%                      |
| 27       | 5 aprile 2014        | 16,0%               | 16,9%                      | 17,2%               | 16,6%                      |
| 28       | 6 aprile 2014        | 16,7%               | 17,7%                      | 18,2%               | 17,5%                      |
| 29       | 12 aprile 2014       | 16,2%               | 16,8%                      | 17,1%               | 17,0%                      |
| 30       | 13 aprile 2014       | 16,4%               | 16,8%                      | 17,1%               | 16,0%                      |
| 31       | 26 aprile 2014       | 16,3%               | 16,7%                      | 18,2%               | 18,4%                      |
| 32       | 27 aprile 2014       | 17,2%               | 17,8%                      | 17,5%               | 16,4%                      |
| 33       | 3 maggio 2014        | 16,3%               | 16,6%                      | 16,8%               | 16,8%                      |
| 34       | 4 maggio 2014        | 17,0%               | 16,2%                      | 18,4%               | 18,8%                      |
| 35       | 10 maggio 2014       | 14,6%               | 15,3%                      | 18,2%               | 18,1%                      |
| 36       | 11 maggio 2014       | 16,6%               | 19,0%                      | 19,8%               | 20,1%                      |
| 37       | 17 maggio 2014       | 16,6%               | 17,4%                      | 17,3%               | 17,0%                      |
| 38       | 18 maggio 2014       | 18,1%               | 17,7%                      | 19,2%               | 19,3%                      |
| 39       | 24 maggio 2014       | 16,0%               | 16,1%                      | 16,2%               | 17,2%                      |
| 40       | 25 maggio 2014       | 15,9%               | 16,0%                      | 17,6%               | 17,0%                      |
| 41       | 31 maggio 2014       | 14,1%               | 14,6%                      | 15,5%               | 17,8%                      |
| 42       | 1 giugno 2014        | 14,5%               | 14,9%                      | 18,5%               | 15,5%                      |
| 43       | 7 giugno 2014        | 16,7%               | 16,6%                      | 17,4%               | 16,9%                      |
| 44       | 8 giugno 2014        | 17,2%               | 16,4%                      | 18,7%               | 18,8%                      |
| 45       | 14 giugno 2014       | 16,4%               | 15,9%                      | 18,9%               | 18,6%                      |
| 46       | 15 giugno 2014       | 16,7%               | 16,8%                      | 18,4%               | 18,3%                      |
| 47       | 21 giugno 2014       | 14,5%               | 14,8%                      | 17,1%               | 17,1%                      |
| 48       | 22 giugno 2014       | 15,7%               | 15,3%                      | 18,9%               | 18,6%                      |
| 49       | 28 giugno 2014       | 16,7%               | 17,0%                      | 16,6%               | 16,5%                      |
| 50       | 29 giugno 2014       | 17,3%               | 16,3%                      | 19,0%               | 18,8%                      |
| Media    | Media                | 14,4%               | 14,7%                      | 15,8%               | 15,5%                      |

## Colonna sonora
1. Jeong Do-jeon (정도전)
2. Jeong Do-jeon's Life (정도전의 삶)
3. 대의
4. 숙명
5. 나의 길
6. 바로 세울 것이다
7. 시대의 영웅
8. 회군
9. 삼봉과 포은
10. 용서
11. 권력의 대립
12. 다정가
13. 돌아갈 수 없다
14. 고려의 파멸
15. 꿈과 희망
16. 개혁의 소리
17. 새로운 세상을 꿈꾸며
18. 의로운 삶
19. 왕조
20. 눈물의 강
21. 추포하라
22. Chaos
23. 성전
24. 고려를 허물다
25. 백성을 위한 나라
26. 비극의 시작
27. 방원의 꿈
28. 검의 끝
29. 悲曲
30. 결단
31. 오랜 벗
32. 멸망과 개혁
33. 충언의 용기
34. 태조
35. 사활을 걸어라
36. 비장한 각오
37. 가슴에 숨긴 뜻
38. 전사
39. 요동치는 운명
40. 되돌려야한다
41. 낙상

## Riconoscimenti
| Anno | Premio                                        | Categoria                                                  | Ricevente       | Risultato       |
| ---- | --------------------------------------------- | ---------------------------------------------------------- | --------------- | --------------- |
| 2014 | Baeksang Arts Awards                          | Miglior attore (TV)                                        | Cho Jae-hyun    | Vincitore/trice |
| 2014 | Korea Broadcasting Awards                     | Gran premio (Daesang)                                      | Jeong Do-jeon   | Vincitore/trice |
| 2014 | Korea Broadcasting Awards                     | Miglior regista                                            | Kang Byung-taek | Vincitore/trice |
| 2014 | Korea Broadcasting Awards                     | Miglior sceneggiatore                                      | Jung Hyun-min   | Vincitore/trice |
| 2014 | Korea Drama Awards                            | Gran premio (Daesang)                                      | Cho Jae-hyun    | Candidato/a     |
| 2014 | Korea Drama Awards                            | Miglior drama                                              | Jeong Do-jeon   | Candidato/a     |
| 2014 | Korea Drama Awards                            | Miglior sceneggiatura                                      | Jung Hyun-min   | Vincitore/trice |
| 2014 | APAN Star Awards                              | Premio alla massima eccellenza, attore in un drama seriale | Cho Jae-hyun    | Vincitore/trice |
| 2014 | APAN Star Awards                              | Premio all'eccellenza, attore in un drama seriale          | Park Yeong-gyu  | Candidato/a     |
| 2014 | KBS Drama Awards                              | Gran premio (Daesang)                                      | Yoo Dong-geun   | Vincitore/trice |
| 2014 | KBS Drama Awards                              | Premio alla massima eccellenza, attore                     | Cho Jae-hyun    | Vincitore/trice |
| 2014 | KBS Drama Awards                              | Premio alla massima eccellenza, attore                     | Yoo Dong-geun   | Candidato/a     |
| 2014 | KBS Drama Awards                              | Premio all'eccellenza, attore in un drama seriale          | Cho Jae-hyun    | Candidato/a     |
| 2014 | KBS Drama Awards                              | Premio all'eccellenza, attore in un drama seriale          | Yoo Dong-geun   | Candidato/a     |
| 2014 | KBS Drama Awards                              | Premio all'eccellenza, attore in un drama seriale          | Park Yeong-gyu  | Vincitore/trice |
| 2014 | KBS Drama Awards                              | Miglior attore di supporto                                 | Im Ho           | Candidato/a     |
| 2014 | KBS Drama Awards                              | Miglior giovane attore                                     | Jung Yun-seok   | Candidato/a     |
| 2014 | KBS Drama Awards                              | Premio dei produttori                                      | Cho Jae-hyun    | Candidato/a     |
| 2014 | KBS Drama Awards                              | Miglior sceneggiatore                                      | Jung Hyun-min   | Vincitore/trice |
| 2015 | WorldFest-Houston International Film Festival | Remi di platino a una serie televisiva drammatica          | Jeong Do-jeon   | Vincitore/trice |